# LSWR 330 class
LSWR 330 class (также англ. Saddlebacks — «осёдланный») — тип товарного танк-паровоза с осевой формулой 0-3-0, построенный для Лондонской и Юго-Западной железной дороги заводом Beyer, Peacock and Company в 1876—1882 годах в количестве 20 штук. «Седлом» за характерную форму прозвали бак для воды, надетый на котёл сверху.

## История
Уильям Джордж Битти заказал первые 6 паровозов по заводскому проекту Beyer, Peacock 330 class в октябре 1875 года для маневровой работы. В то время LSWR использовала для маневровой работы старые магистральные паровозы, которые были к ней плохо приспособлены, и манёвры ограничивали скорость работы дороги. Первая партия поступила на базу дороги у Девяти Вязов в мае 1876 года и работала успешно, в связи с чем ещё два паровоза были заказаны в январе и прибыли в июне 1877 года. В начале 1878 года Битти подал в отставку и следующую партию из 12 паровозов заказывал его преемник Уильям Адамс. Эти паровозы прибыли в мае—июне 1882 года.
Первые и последние полудюжины паровозов этого типа получили новые номера (330—335 и 409—414 соответственно), а оставшиеся восемь приняли номера старых списанных паровозов.
| Год  | Завод и зав. №                 | Количество | Номера LSWR                         | Примечания                             |
| ---- | ------------------------------ | ---------- | ----------------------------------- | -------------------------------------- |
| 1876 | Beyer, Peacock & Co. 1591-1596 | 6          | 330-335                             |                                        |
| 1877 | Beyer, Peacock & Co. 1698-1699 | 2          | 227-228                             | Перенумерованы в 316 и 328 в 1899 году |
| 1883 | Beyer, Peacock & Co. 2125-2136 | 12         | 127-128, 131, 149—150, 161, 409—414 |                                        |

В 1876 году из первой полудюжины паровозов, отправленных в депо у Девяти Вязов паровоз № 332 проходил испытания в разных местах. Пара, построенная в 1877 году, отправилась в Нортгем (Саутгемптон), следующие партии — в другие депо. В 1885 году 9 паровозов этой серии были у Девяти Вязов, по три в Эксетере и Нортгеме, 2 в Базингстоке и по одному в Дорчестере, Гилдфорде и Солсбери.
Паровозы № 227 и 228 в 1894 году были перенумерованы в дубликаты припиской нуля впереди для того, чтобы освободить старые номера для новых паровозов O2 class нового генерального конструктора тяги Адамса. В 1899 году их возвратили в общий список с перенумерацией в № 316 и 328. 18 остальных паровозов перешли в дубликаты в 1902—1911 годах, а № 316 и 328 окончательно оказались в дубликатах в 1912 и 1911 году соответственно.
Все паровозы при укрупнении железнодорожных перевозчиков перешли к Southern Railway в 1923 году, но уже в следующем их начали списывать. К концу 1930 года осталось лишь 5 паровозов этого типа. В 1931 году списали № 0128 и 0423, а № 0335 в 1932 году продали Kent and East Sussex Railway. Последние № 0332 и 0334 были списаны в 1933 году после 57 лет службы. Все паровозы разрезаны в лом, в том числе и K&ESR № 4 (бывший SR 0335) — в 1948 году.
| Год  | На начало года | Списано | Номера списанных           | Примечания                           |
| ---- | -------------- | ------- | -------------------------- | ------------------------------------ |
| 1924 | 20             | 4       | 0131, 0330, 0409, 0414     |                                      |
| 1925 | 16             | 2       | E0127, E0412               | E0127 продан East Kent Light Railway |
| 1926 | 14             | 1       | E0161                      |                                      |
| 1927 | 13             | 1       | E0411                      |                                      |
| 1929 | 12             | 3       | E0150, E0328, E0333        |                                      |
| 1930 | 9              | 4       | E0149, E0316, E0331, E0410 |                                      |
| 1931 | 5              | 2       | 3128, 3413                 |                                      |
| 1932 | 3              | 1       | 3335                       | продан Kent and East Sussex Railway  |
| 1933 | 2              | 2       | 3332, 3334                 |                                      |